# Disocactus quezaltecus
Disocactus quezaltecus, vrsta kaktusa iz Gvatemale.
- Preporučena temperatura:  Noć: 10-12°C
- Tolerancija hladnoće:  držati ga iznad 10°C
- Minimalna temperatura:  15°C
- Izloženost suncu:  treba biti na svjetlu
- Porijeklo:  Gvatemala

## Vanjske poveznice
|  | Zajednički poslužitelj ima stranicu o temi Disocactus quezaltecus    |
|  | Zajednički poslužitelj ima još gradiva o temi Disocactus quezaltecus |
|  | Wikivrste imaju podatke o taksonu Disocactus quezaltecus             |